# ثورة البراق
ثورة البراق هو الاسم الذي أطلقه الفلسطينيون على اشتباكات عنيفة اندلعت في مدينة القدس في 9 أغسطس 1929، أيام الانتداب البريطاني على فلسطين. بالعبرية يشار إليها بـ "أحداث 1929" أو "أحداث تارباط" (מאורעות תרפ"ט) نسبة إلى تاريخ اندلاع الاشتباكات حسب التقويم اليهودي.

## الخلفية التاريخية
يعتبر المسلمون حائط البراق وقفا إسلاميا وهم يحتفظون بصكوك بهذا المعنى تخولهم حق إدارة المكان. بينما يعتبره اليهود (ويسمونه حائط المبكى) أهم مصاليهم في العالم. وإبان فترة الحكم العثماني، سمح لليهود بإقامة طقوسهم قبال الحائط. وجرى اتفاق غير مكتوب بين إدارة الوقف واليهود على أن لا يقيم اليهود أي بناء بالقرب من الحائط أو يضعوا أي شيء في باحته، الأمر الذي استمر عدة سنوات.
بعد إعلان الانتداب البريطاني على فلسطين تزايد عدد سكان القدس اليهود خصوصا إثر فتح أبواب منطقة الانتداب أمام المهاجرين يهود. طالبت القادة المسلمين في القدس بعدم تغيير ترتيبات أداء الصلاة اليهودية قبال الحائط، الذي كان مصلى يهوديا مشهورا منذ بداية القرن ال16، بالرغم ازدياد عدد المصلين اليهود قباله. أما اليهود فطالبوا من سلطات الانتداب البريطاني أن يسمحوا بوضع المقاعد قبال الحائط بالرغم مما كان مقبولا عليه حتى ذلك الحين.
وبطلب من الوقف الإسلامي، الإدارة البريطانية حظرت على المسؤولين اليهود وضع مقاعد في باحة البراق لان ذلك يغير الوضع القائم ويعتبره المسلمون تجاوزاً على حقوقهم، كما أنها أمرت الشرطة في أيلول (سبتمبر) 1928 برفع الستار الذي وضعه اليهود في عشية يوم الغفران على الرصيف المحاذي للحائط بعد أن شكا ذلك المسلمون.

## بداية الأحداث
في 15 أغسطس 1929، الذي وافق يوم الحداد على خراب الهيكل حسب التقويم اليهودي، والذي تزامن ذلك العام مع احتفالات المسلمين بالمولد النبوي الشريف نظمت حركة بيتار الصهيونية اليمينية مسيرة تظاهرية احتشدت فيها أعداد كبيرة من اليهود في القدس، يصيحون «الحائط لنا» وينشدون نشيد الحركة الصهيونية. علمت الشرطة البريطانية عن المظاهرة سلفا وأرسلت قوات كبيرة لمرافقة المتظاهرين اليهود. في اليوم التالي رد القادة العرب بتنظيم بمظاهرة مضادة من المسجد الأقصى واتجهوا إلى حائط البراق، وهناك استمعوا إلى خطبة من الشيخ حسن أبو السعود، تبين الأخطار التي تتهدد المقدسات الإسلامية.
ازداد التوتر في القدس حيث اندلعت اشتباكات عنيفة بين الجانبين.
في الأيام التالية تفشت الاشتباكات إلى مدن أخرى حيث قتل عرب في مدينة الخليل 67 يهوديا من سكان المدينة. ولكنهم اضطروا إلى هجر الخليل خشية من استمرار الاشتباكات. كذلك تعرض عرب صفد لعمليات العنف من قبل المستوطنين اليهود. اضطرت سلطات الانتداب البريطاني لطلب المساعدة من القوات البريطانية في مصر كي تتمكن من إيقاف العنف.

## نتائج
كانت حصيلة الاشتباكات، التي امتدت من الخليل وبئر السبع جنوبا حتى صفد شمالا كالتالي:
- 116 شهيدا فلسطينيا و133 قتيلا يهوديا
- 232 جريحا فلسطينيا و339 جريحا يهوديا

واعتقلت سلطات الانتداب تسعمئة فلسطينيا وأصدرت أحكاماً بالإعدام شنقاً على 27 فلسطينيا خُفّفت الأحكام على 24 منهم ونفذ حكم الإعدام في 17 يونيو 1930، في سجن مدينة عكا المعروف باسم (القلعة)، في ثلاثة محكومين هم: فؤاد حسن حجازي، محمد خليل جمجوم وعطا أحمد الزير.

### التحقيقات
من بين نتائجها أيضا. تم الاحتكام إلى عصبة الأمم (حينها) بناء على توصية لجنة شو (وهي لجنة شكلتها الحكومة البريطانية للتحقيق في الأحداث)، والتي حددت الفرقاء الثلاثة: الحكومة والعرب واليهود.
قبلت عصبة الأمم، وألفت لجنة من ثلاثة أشخاص غير بريطانيين أحدهم متضلعاً في القانون وخبيراً في القضاء، وهم: اليل لوفغرن، شارلس بارد، وس.فان كمبن.
أقرت اللجنة أن للمسلمين وحدهم تعود ملكية الحائط الغربي باعتباره جزءا لا يتجزأ من مساحة الحرم الشريف، كما تعود للمسلمين ملكية الرصيف الكائن أمام الحائط وأمام المحلة المعروفة بحارة المغاربة المقابلة للحائط.
كما أقرت اللجنة انه لا يجوز لليهود جلب أية أدوات عبادة أو وضع مقاعد أو سجاد أو كراسي أو ستائر أو حواجز أو أية خيمة جوار الحائط لأنه ملكا للمسلمين (تقرير اللجنة المقدم لعصبة الأمم عام 1930).
في أكتوبر 1930 أعلنت الحكومة البريطانية تعليمات جديدة بنسبة لسياسة حكومة الانتداب البريطاني على فلسطين. اعتمدت التعليمات الجديدة على نصائح لجنتين بريطانيتين تعينت لتحقيق الاشتباكات، وأمرت بتقليل عدد تصاريح الهجرة إلى فلسطين وتعسير إمكانية اليهود لبيع الأراضي من العرب.